# اچ‌ام‌ای‌اس آکسلی (اس ۵۷)
اچ‌ام‌ای‌اس آکسلی (اس ۵۷) (به انگلیسی: HMAS Oxley (S 57)) یک زیردریایی بود که طول آن ۲۹۵٫۲ فوت (۹۰٫۰ متر) بود. این زیردریایی در سال ۱۹۶۵ ساخته شد.